# 名護屋村 (佐賀県)
名護屋村（なごやむら）は、佐賀県東松浦郡にあった村。現在の唐津市の一部にあたる。

## 地理
東松浦半島の北西部、名護屋浦の西側、上場台地に位置していた。
- 海洋：名護屋浦[2]
- 島嶼：加唐島、馬渡島

## 歴史
- 1889年（明治22年）4月1日、町村制の施行により、東松浦郡名古屋村、串村、波戸村、加唐島、馬渡島が合併して村制施行し、名古屋村が発足[1][2]。旧村名を継承した名古屋、串、波戸、加唐島、馬渡島の5大字を編成[2]。
- 1932年（昭和7年）村の教化と経済立て直しのため、村民大会で禁酒が決定され5年間実行された[2]。
- 1922年（昭和11年）1月1日、名称を名護屋村に変更[1][2]。大字名古屋も名護屋に改名した[2]。
- 1956年（昭和31年）9月30日、東松浦郡打上村と合併し、町制施行し鎮西町を新設して廃止された[1][2]。合併後、鎮西町大字名護屋・串・波戸・加唐島・馬渡島となる[2]。

## 産業
- 農業、漁業[2]

## 交通

### 港湾
- 名護屋港[2]

## 名所・旧跡
- 名護屋城[3]